# Armand Victor Lemoine
Armand Victor Lemoine, född 1837, död 1897 i Paris, var en fransk zoolog och paleontolog.
Lemoine var hedersprofessor vid medicinska skolan i Reims och gjorde sig förtjänt företrädesvis om utforskandet av de vid Reims anträffade fossila fåglarna och däggdjuren, de äldsta kända av Europas tertiärsystem. Utöver nedanstående skrifter, några av de många som behandlar dessa fossil, publicerade han studier över fylloxeran och rörande röntgenstrålarnas användning i den zoologiska och paleontologiska forskningen.